# 过家家
是一种儿童的角色扮演游戏。即几个伙伴分别扮演同一个家庭的成员，如“爸爸”“妈妈”“孩子”“宠物”等等，利用简单的道具（也可不用），模仿成人日常家庭活动。如：做饭、照顾孩子、结婚。

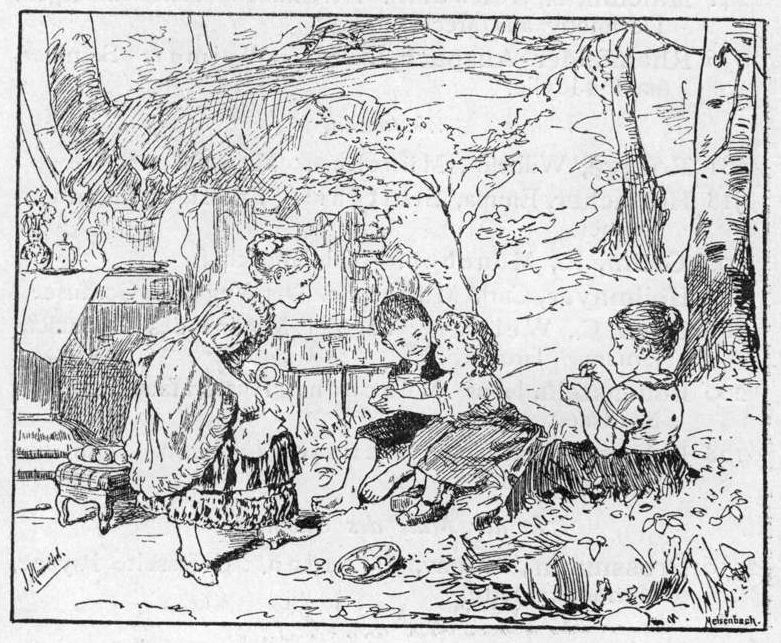
1883年一位德国画家绘制的“过家家”插图

台湾小孩称这种游戏为扮家家酒，香港小孩称这种游戏为扮煮飯仔，其扮演的內容略有不同。除模仿家庭成員外，還有醫生，護士，教師，學生等成人角色（通常是照顧者及被照顧者），彼此互動形成一個虛構的社會。亦有小孩會進行一個虛構的故事，而玩家家酒稱為扮家家酒。

## 規則
1. 佈置場地
2. 開始角色扮演

扮家家酒的規則是動態的，遊戲過程中因扮演的角色不同而有不同的子規則。

## 趣味
扮家家酒的趣味主要在對話、想像和創造的過程，還有模仿成人、扮演照顧者的滿足感。對幼兒來說，現實世界通常少有扮演照顧者的機會。

## 教育意義
扮家家酒是一種與儿童智力和認同发展相關的的模仿行为。家家酒被認為能滿足幼兒模仿成人的需求，發揮想像力和創造力，並練習人際互動。